# دژهای اوسوویتس

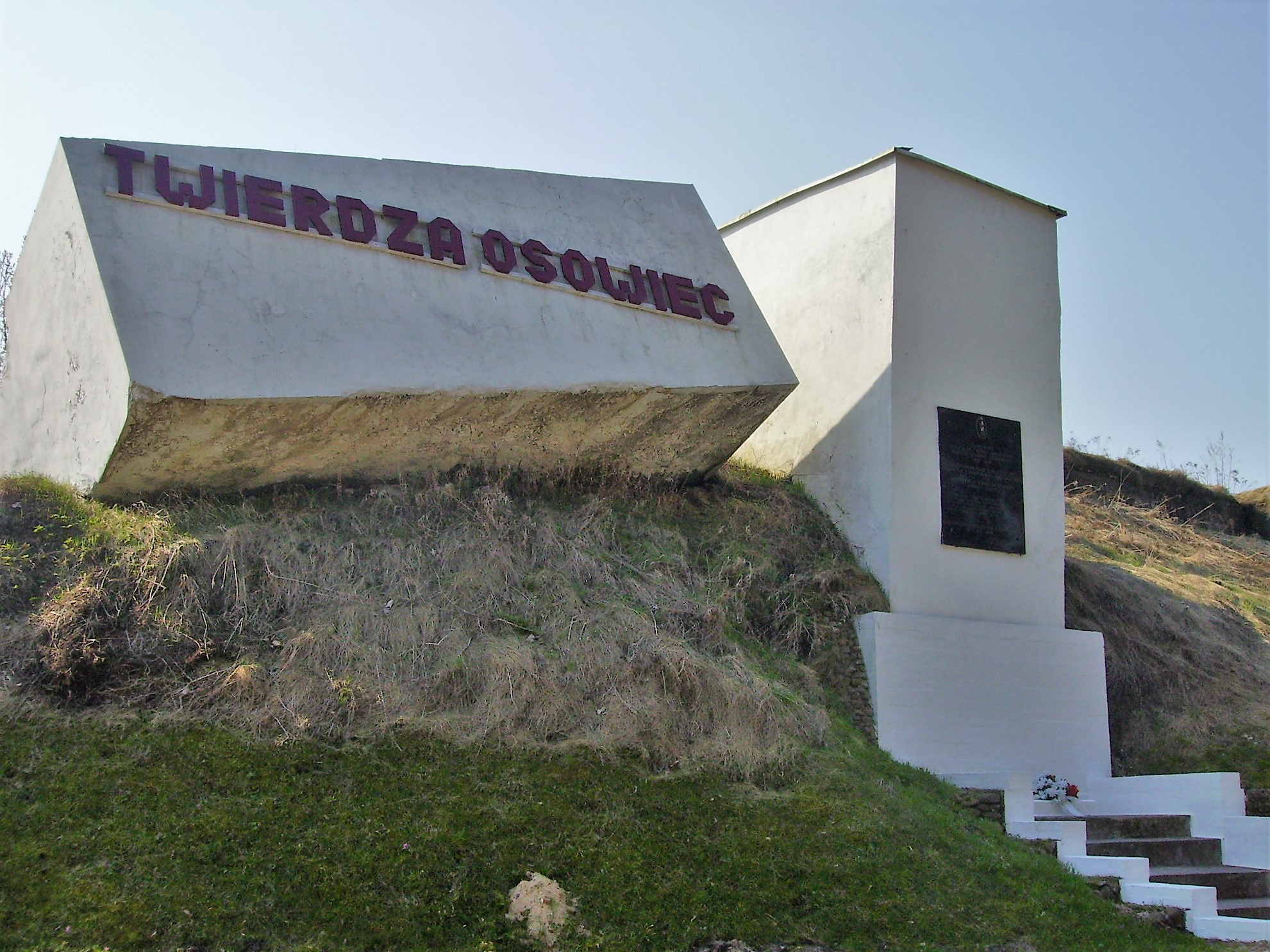
یادمانی در دژهای اوسوویتس

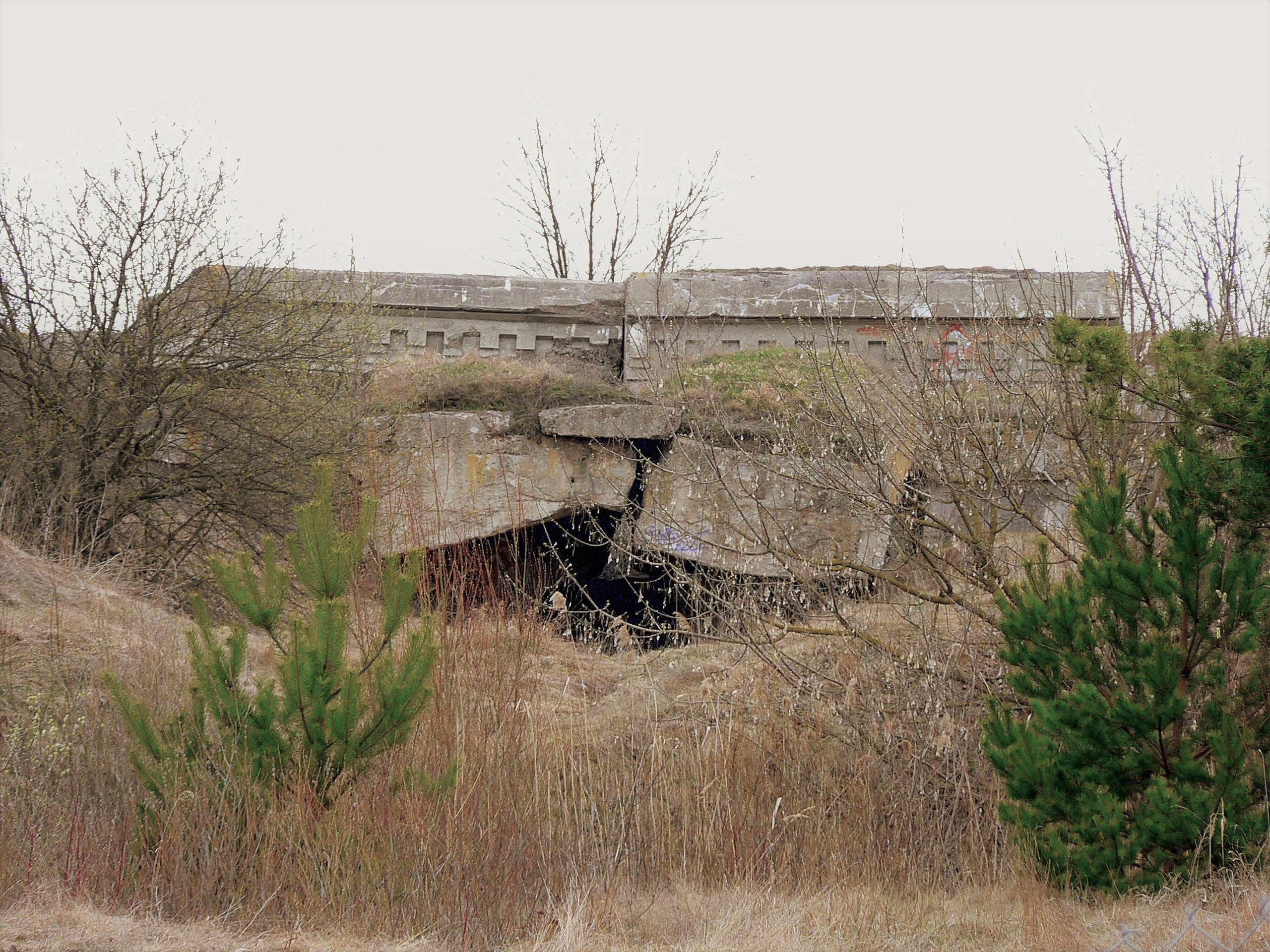
دژ شماره ۲ دژهای اوسوویتس

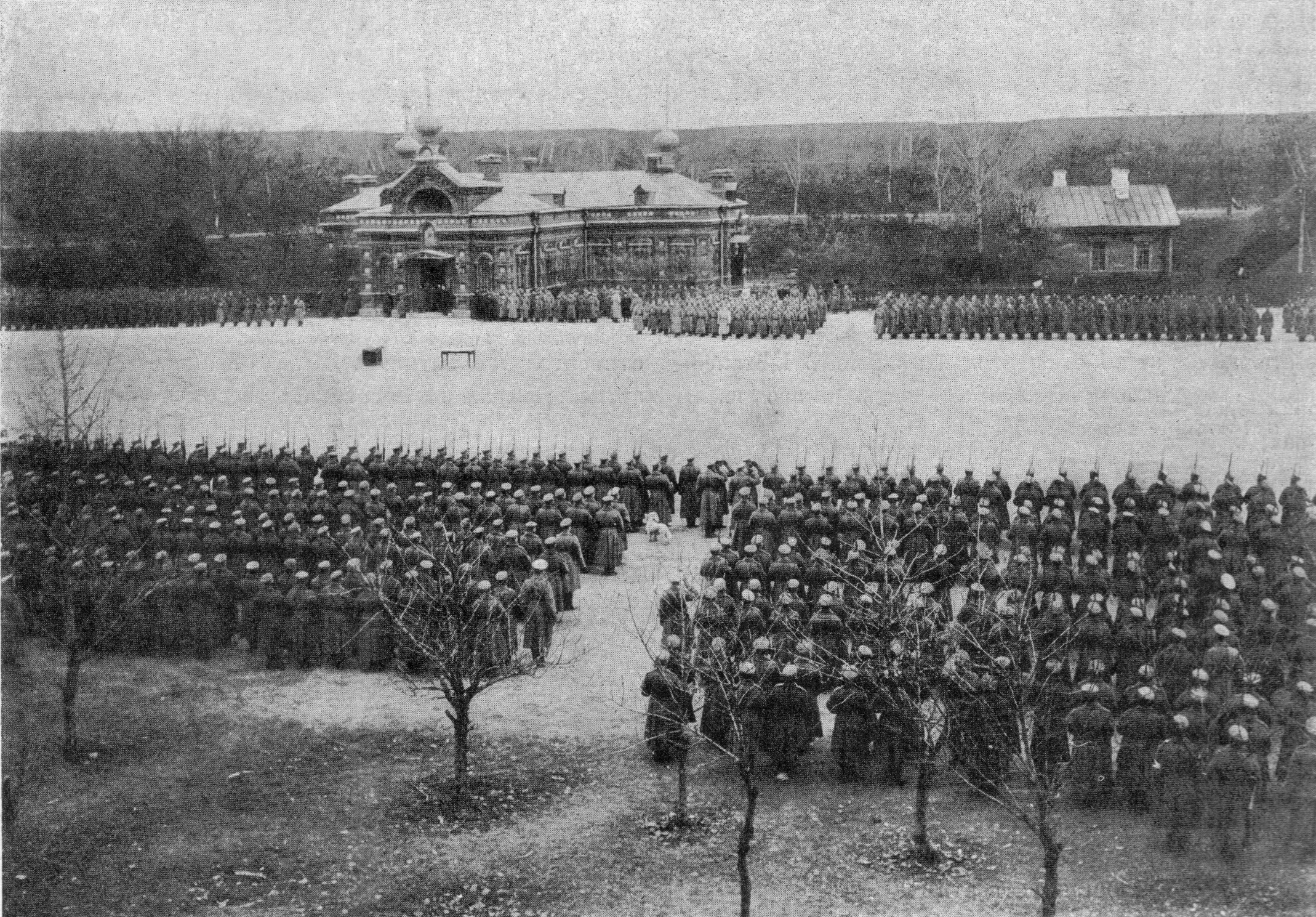
سربازان در بیرون از کلیسای دژهای اوسوویتس، ۱۹۱۵

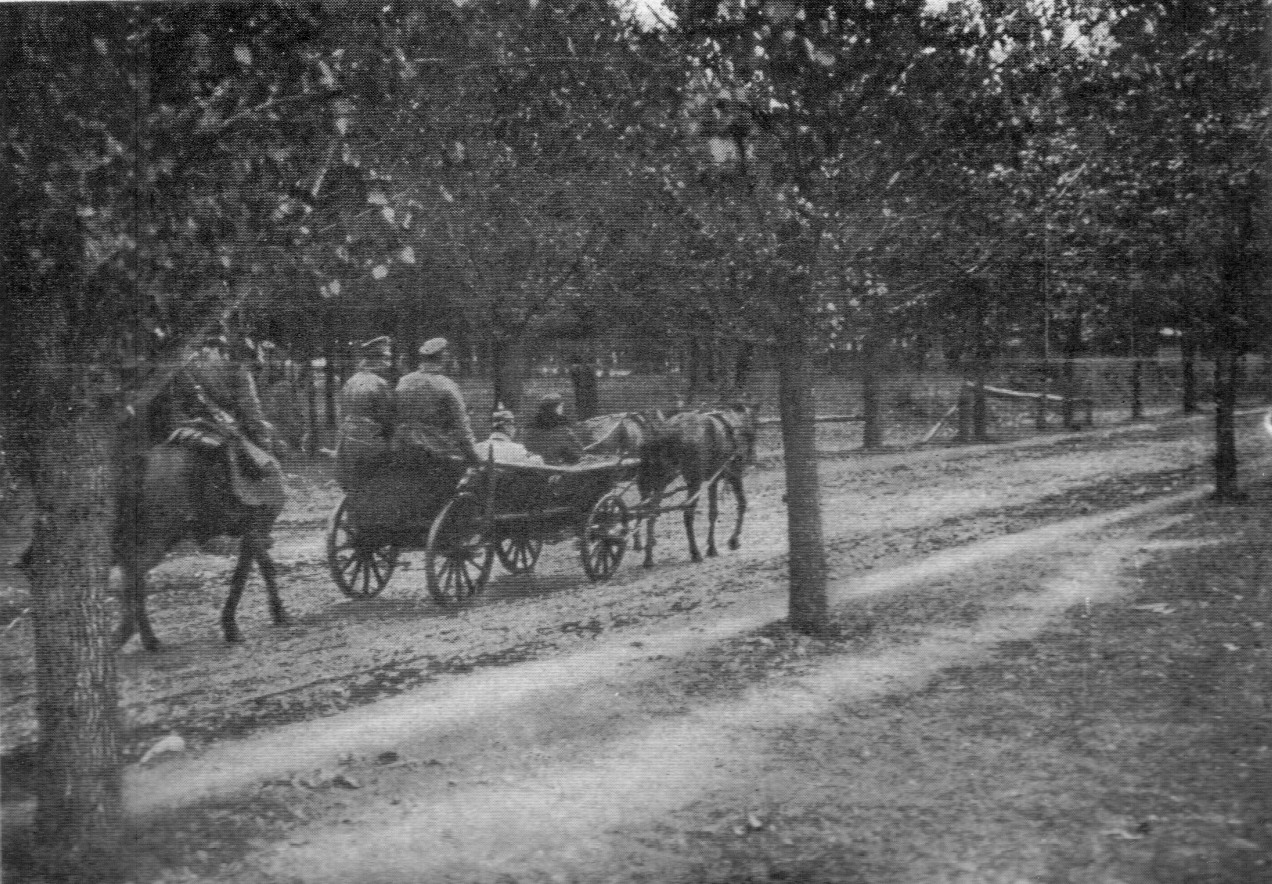
افسران اسیر آلمانی در دژهای اوسوویتس، ۱۹۱۴

دژهای اوسوویتس (لهستانی: Twierdza Osowiec) دژهایی است واقع در شمال‌شرقی لهستان امروزی که در قرن نوزدهم میلادی توسط امپراتوری روسیه ساخته شد. در جنگ جهانی اول نیروهای روس مدافع این دژها برای چند ماه درگیر یک نبرد سنگین با مهاجمین آلمانی بودند.
عملیات ساخت این دژها از ۱۸۸۲ تا ۱۸۹۲ به عنوان بخشی از ساختار دفاعی مرزهای غرب روسیه در مقابل آلمان انجام گرفت و مهندس نظامی به نام نستور بینیتسکی نقش مهمی در ساخت آن داشت. این دژها در کنار رود بیبژا در ۵۰ کیلومتری مرز با پروس خاوری آلمان قرار داشتند و یکی از معدود نواحی بود که می‌شد از نواحی باتلاقی اطراف رودخانه عبور نمود و به همین دلیل یک منطقه حساس محسوب می‌گشت و دژها بر راه‌آهن پراهمیت بیاویستوک-لوک-کونیگسبرگ نیز تسلط داشتند. با آغاز جنگ جهانی اول در جبهه شرقی این دژها شاهد نبردهای سنگینی از سپتامبر ۱۹۱۴ تا هنگام تخلیه دژها توسط روس‌ها در اوت ۱۹۱۵ بود. در دوران میان دو جنگ ارتش لهستان از این دژها استفاده می‌نمود اما در هنگام تهاجم به لهستان در جنگ جهانی دوم این دژها توسط نیروهای آلمانی دور زده شد و درگیری‌های خاصی در آن رخ نداد.
امروزه قسمت‌هایی از این دژها، به خصوص نواحی کرانه پارک ملی بیبژا برای گردشگران در دسترس است و باقی نواحی همچنان در دست ارتش لهستان قرار دارد و ورود به آن ممنوع می‌باشد.

## جنگ جهانی اول

### حمله اول آلمان (سپتامبر ۱۹۱۴)
در سپتامبر ۱۹۱۴ شبکه دفاعی اطراف دژها توسط ۴۰ گردان پیاده‌نظام از سپاه هشتم آلمان مورد حمله قرار گرفت. آلمانی‌ها که از برتری عددی سود می‌بردند شروع به پیشروی نموده تا آنکه از ۲۱ سپتامبر دژها در برد توپ‌های آلمانی قرار گرفتند اما چند روز بعد تهاجم نیروهای آلمانی پس زده شد و با ضد حمله روس‌ها از جناحین توپ‌های آلمانی مجبور به عقب‌نشینی گشته و دژها از برد توپ‌های آلمانی خارج شدند.

### حمله دوم (فوریه تا مارس ۱۹۱۵)
آلمانی‌ها که قصد قطع راه‌آهن بیاویستوک به ورشو را داشتند حمله به دژها که توسط تعداد کمی از مدافعین روس محافظت می‌شد را دوباره از سر گرفتند. گلوله‌باران سنگین توپ‌های آلمانی از ۱۴ فوریه آغاز شد اما نیروهایشان نتوانستند کاری از پیش ببرند و پس از مدتی شدت درگیری‌ها فروکش نمود.
گاهی به اشتباه گفته می‌شود که ضدآتشبار روس‌ها دو توپ سنگین آلمان را از بین برده‌است اما در حقیقت این توپ‌ها توسط خود آلمان‌ها به نقاط دیگری از جبهه منقل شدند.

### حمله سوم (ژوئیه تا اوت ۱۹۱۵)

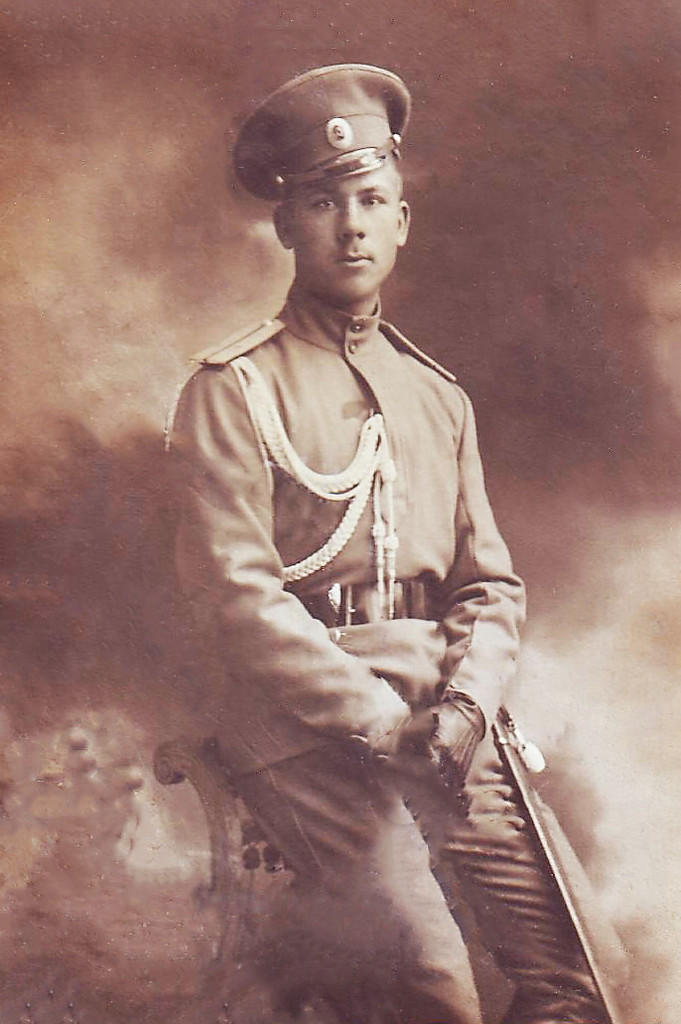
ستوان ولادیمر کارپوویچ کاتلینسکی فرمانده دژهای اوسوویتس در هنگام حمله سوم

حمله تمام عیار نیروهای آلمانی متشکل از ۱۴ گردان پیاده‌نظام، یک گردان نقب‌زن، ۲۴ الی ۳۰ توپ سنگین، ۳۰ قبضه آتشبار با گازهای سمی به فرماندهی پاول فون هیندنبورگ در ژوئیه آغاز شد. مدافعان روس هم شامل ۵۰۰ سرباز و ۴۰۰ شبه‌نظامی می‌شدند.
آلمانی‌ها که می‌دانستند روس‌ها به ماسک‌های ضد گاز دسترسی ندارند تصمیم گرفتند از گاز کلر برای حمله به دژها بهره ببرند. در روز ۶ اوت که شرایط آب و هوایی مناسب بود همراه با گلوله‌باران عادی، گلوله‌های حاوی گاز کلر نیز به مواضع روس‌ها شلیک شدند. آنچه که در ادامه اتفاق افتاد به یورش مردان مرده معروف شد. روس‌ها پارچه‌های خیس را بر روی صورت خود قرار می‌دادند تا بتوانند در برابر گاز شیمیایی مقاومت نمایند. بسیاری از مدافعین روس کشته شدند اما افراد باقی مانده توانستند علی‌رغم آسیب‌های جدی که دیده بودند تهاجم نیروهای آلمانی را پس بزنند زیرا نیروهای آلمانی وقتی با مردانی مواجه شدند که تمام بدنشان تاول زده بود و اندام‌های تنفسی‌شان با سرفه به بیرون می‌ریخت وحشت‌زده شده و عقب‌نشینی کردند. این حمله نیروهای روس به «یورش مردان مرده» مشهور شد زیرا سربازان که در اثر آسیب گازهای شیمیایی شبیه به مردگان بودند هنوز به نبرد ادامه می‌دادند.
مدت کوتاهی پس از این اتفاق و با تصرف دژهای کاوناس و نوواجورجیفسک توسط نیروهای آلمانی، دژهای اوسوویتس هم در خطر محاصره قرار گرفت و روس‌ها پس از تخریب قسمت‌های زیادی از دژها در ۱۸ اوت عقب‌نشینی نمودند.

## جنگ جهانی دوم
در زمان جمهوری دوم لهستان قسمت‌هایی از دژهای اوسوویتس جهت استفاده ارتش بازسازی شد و قسمتی از آن هم مدرسه مرکزی افسران سپاه حفاظت مرزی بود.
در زمان حمله آلمان به لهستان در جنگ جهانی دوم هنگ ۱۳۵ ذخیره از افراد موجود در دژها به وجود آمد اما لهستانی‌ها آنجا را در ۱۳ سپتامبر تخلیه کردند و به اشغال نیروهای آلمانی درآمد که توسط آن‌ها در ۲۵ سپتامبر به نیروهای شوروی داده شد. سپاه ۱۰ شوروی در این دژها حضور داشت تا آنکه طی عملیات بارباروسا در ۲۷ ژوئن ۱۹۴۱ این ناحیه دوباره توسط نیروهای آلمانی اشغال شد. آلمانی‌ها از این دژها به عنوان زاغه مهمات استفاده می‌نمودند. طی حمله اوسوویتس در عملیات باگراتیون قسمتی از دژها توسط نیروهای شوروی اشغال شد اما دژ شماره ۲ تا هنگام حمله ویستولا-اودر در دست نیروهای آلمانی باقی ماند.

## پس از جنگ جهانی دوم
دژها در سال ۱۹۵۳ توسط نیروی هوایی لهستان به عنوان زاغه مهمات به کار گرفته شدند.